# Голубля (Мазовецьке воєводство)
Голубля (пол. Hołubla) — село в Польщі, у гміні Папротня Седлецького повіту Мазовецького воєводства. Населення — 587 осіб (2011).

## Назва
1545 року вперше згадується православна церква в селі.
1872 року місцева греко-католицька парафія налічувала 198 вірян.

## Історія
У 1975—1998 роках село належало до Седлецького воєводства.

## Населення
Демографічна структура станом на 31 березня 2011 року:
|          | Загалом | Допрацездатний вік | Працездатний вік | Постпрацездатний вік |
| -------- | ------- | ------------------ | ---------------- | -------------------- |
| Чоловіки | 314     | 79                 | 203              | 32                   |
| Жінки    | 273     | 61                 | 145              | 67                   |
| Разом    | 587     | 140                | 348              | 99                   |